# شيسلير
شيسلير (بالإنجليزية: Chessler)‏ هو أحد جبال سلسلة جبال الألب سيلفريتا وجزء من القمة الأم ليدورن يقع في كانتون غراوبوندن، سويسرا. يبلغ ارتفاع الجبل حوالي 2836 متر، بينما يبلغ ارتفاع نتوء الجبل 95 متر.